# Stazione di Higashi-Kitazawa
La stazione di Higashi-Kitazawa (東北沢駅?, Higashi-Kitazawa-eki) è una stazione ferroviaria di Tokyo che si trova a Setagaya.

## Linee
Ferrovie Odakyū
● Linea Odakyū Odawara

## Struttura
La stazione dispone di un marciapiede centrale a isola con due binari laterali passanti situati in galleria profonda sotto il livello del terreno.
| 1 | ● Linea Odakyū Odawara | per Machida, Hon-Atsugi, Odawara, Hakone-Yumoto, Karakida e Katase-Enoshima |
| 2 | ● Linea Odakyū Odawara | per Shinjuku e linea Chiyoda                                                |

## Stazioni adiacenti
| «                                 | Servizio             | »                    |
| Linea Odakyū Odawara              | Linea Odakyū Odawara | Linea Odakyū Odawara |
| --------------------------------- | -------------------- | -------------------- |
| Yoyogi-Uehara                     | Locale               | Shimo-Kitazawa       |
| Tutti gli altri treni non fermano |                      |                      |